# Stanisław Stachowiak
Stanisław Stachowiak (ur. 1 marca 1938 w Poznaniu) – polski prawnik, karnista, profesor nauk prawnych, specjalista w zakresie postępowania karnego, związany z Uniwersytetem im. Adama Mickiewicza w Poznaniu. 

## Życiorys
Urodził się w Poznaniu, gdzie uczęszczał do III Liceum Ogólnokształcącego im. św. Jana Kantego. Studia prawnicze ukończył w 1961 na Wydziale Prawa i Administracji UAM, gdzie zaraz po studiach został zatrudniony. Ukończył aplikację prokuratorską i sędziowską.
W 1967 otrzymał stopień doktorski na podstawie pracy pt. Wyrok zaoczny w polskim procesie karnym (promotorem był Jan Haber). Habilitował się w 1974 na podstawie oceny dorobku naukowego i rozprawy Funkcje zasady skargowości w polskim procesie karnym. Tytuł naukowy profesora nadzwyczajnego nauk prawnych został mu nadany w 1985 (stanowisko profesora zwyczajnego objął 10 lat później, w 1995).
Pracuje jako profesor w Zakładzie Postępowania Karnego na Wydziale Prawa i Administracji UAM (kierownik tego zakładu w latach 1999-2008). Od 1997 pracuje także jako profesor w Katedrze Postępowania Karnego Wydziału Prawa i Administracji Uniwersytetu Szczecińskiego.
W latach 1984–1990 pełnił funkcję dziekana macierzystego wydziału. Od 1963 jest członkiem Związku Nauczycielstwa Polskiego. Promotor ponad 700 prac magisterskich oraz 8 przewodów doktorskich.
Odznaczony m.in. Złotym Krzyżem Zasługi (1982) oraz Krzyżem Kawalerskim Orderu Odrodzenia Polski (1987).

## Wybrane publikacje
Monografie
- Wyrok zaoczny w polskim procesie karnym, wyd. 1968
- Funkcje zasady skargowości w polskim procesie karnym, wyd. 1975
- Rozprawa w kolegium I instancji do spraw wykroczeń, wyd. 1981
- Przebieg rozprawy w kolegium do spraw wykroczeń, wyd. 1997
- Problemy karnoprocesowe związane z HIV/AIDS, wyd. 2001

Podręczniki
- Proces karny. Część szczególna (wraz z W. Daszkiewiczem i T. Nowakiem), wyd. 1996
- Prawo karne procesowe. Dynamika postępowania (wraz z T. Nowakiem), wyd. 1999
- Proces karny (wraz z K. Marszałem i K. Zgryzkiem), wyd. 2003 i 2005
- Proces karny. Przebieg postępowania (wraz z K. Marszałem, K.Sychtą, J.Zagrodnikiem, K. Zgryzkiem), wyd. 2008

Komentarze
- Ustawa o postępowaniu w sprawach nieletnich. Komentarz (wraz z P. Góreckim), wyd. 1998, 2002 i 2005
- Skarga na przewlekłość postępowania sądowego. Komentarz (wraz z P. Góreckim i P. Wilińskim), wyd. 2007
- ponadto rozdziały w pracach zbiorowych i artykuły publikowane w czasopismach prawniczych, m.in. w "Ruchu Prawniczym, Ekonomicznym i Socjologicznym", "Państwie i Prawie" oraz "Prokuraturze i Prawie"[1]